# 新米利亞廷
49°58′2″N 24°30′0″E / 49.96722°N 24.50000°E
新米利亞廷（烏克蘭語：Новий Милятин），是烏克蘭西部的村落，隸屬利沃夫州佐洛奇夫區市鎮，距離佐洛奇夫約39公里，距離利維夫約48公里，面積0.94平方公里，海拔高度233米，2001年人口590，人口密度每平方公里630.34人。